# Camargue (paard)

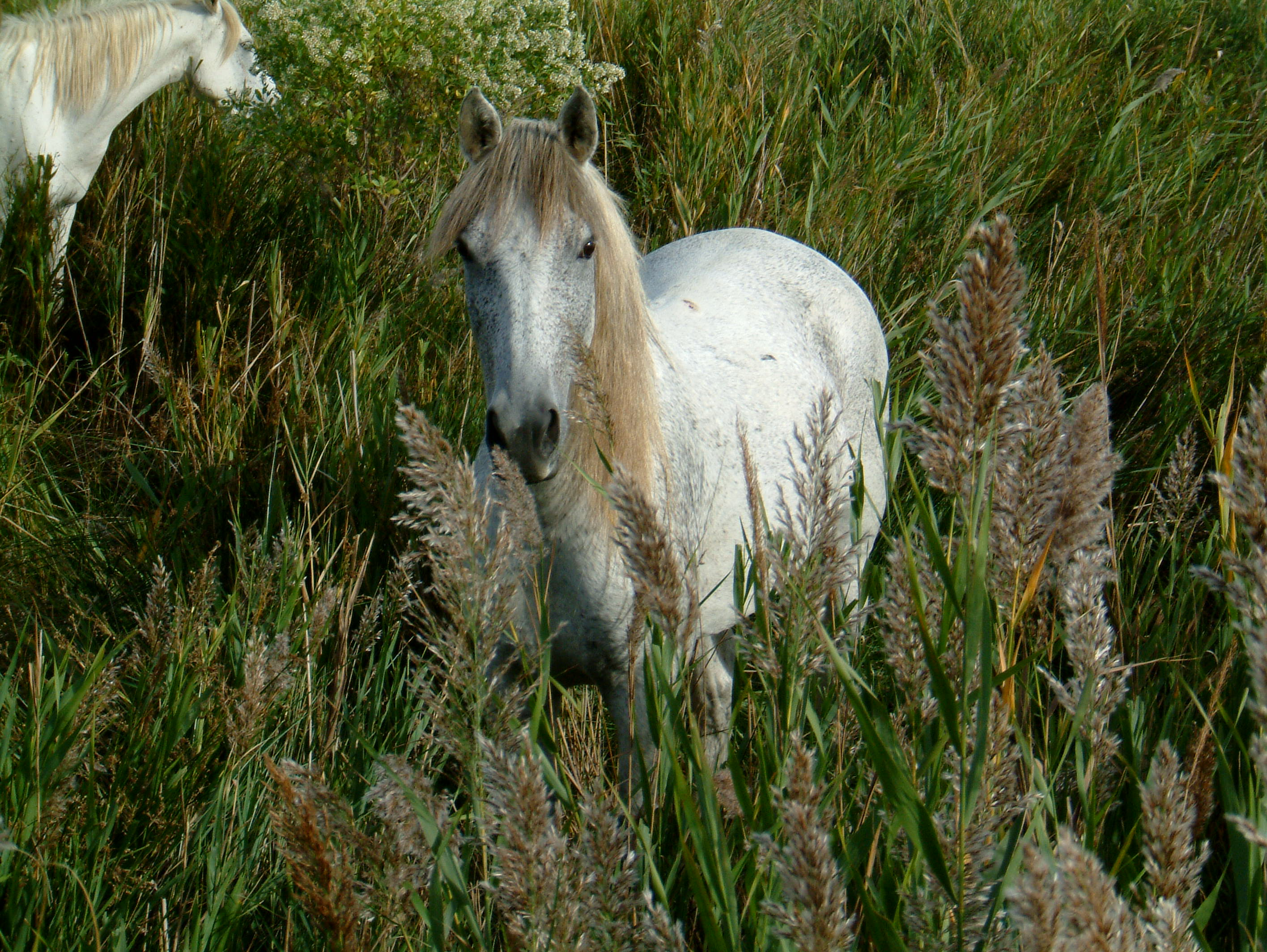
Een carmague in het moeras van de regio

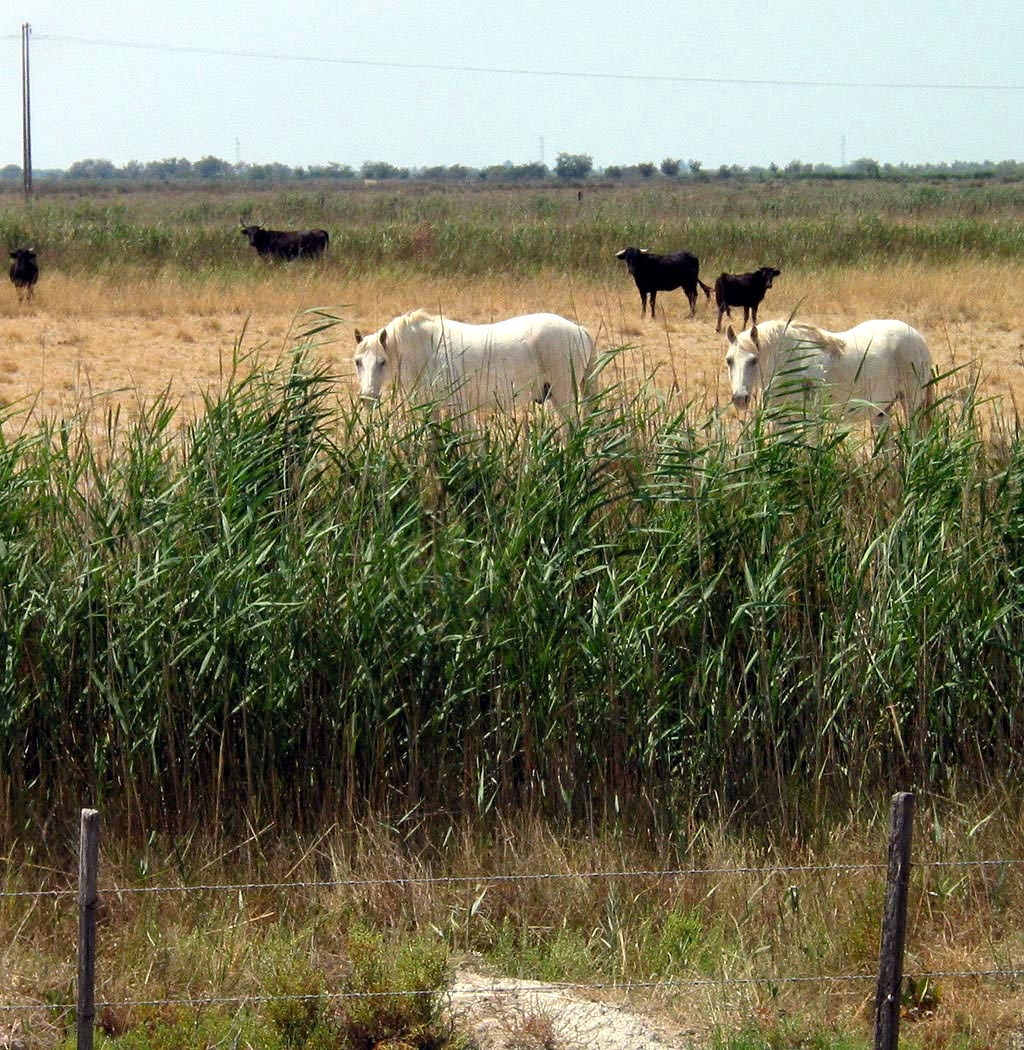
Camargues en stieren

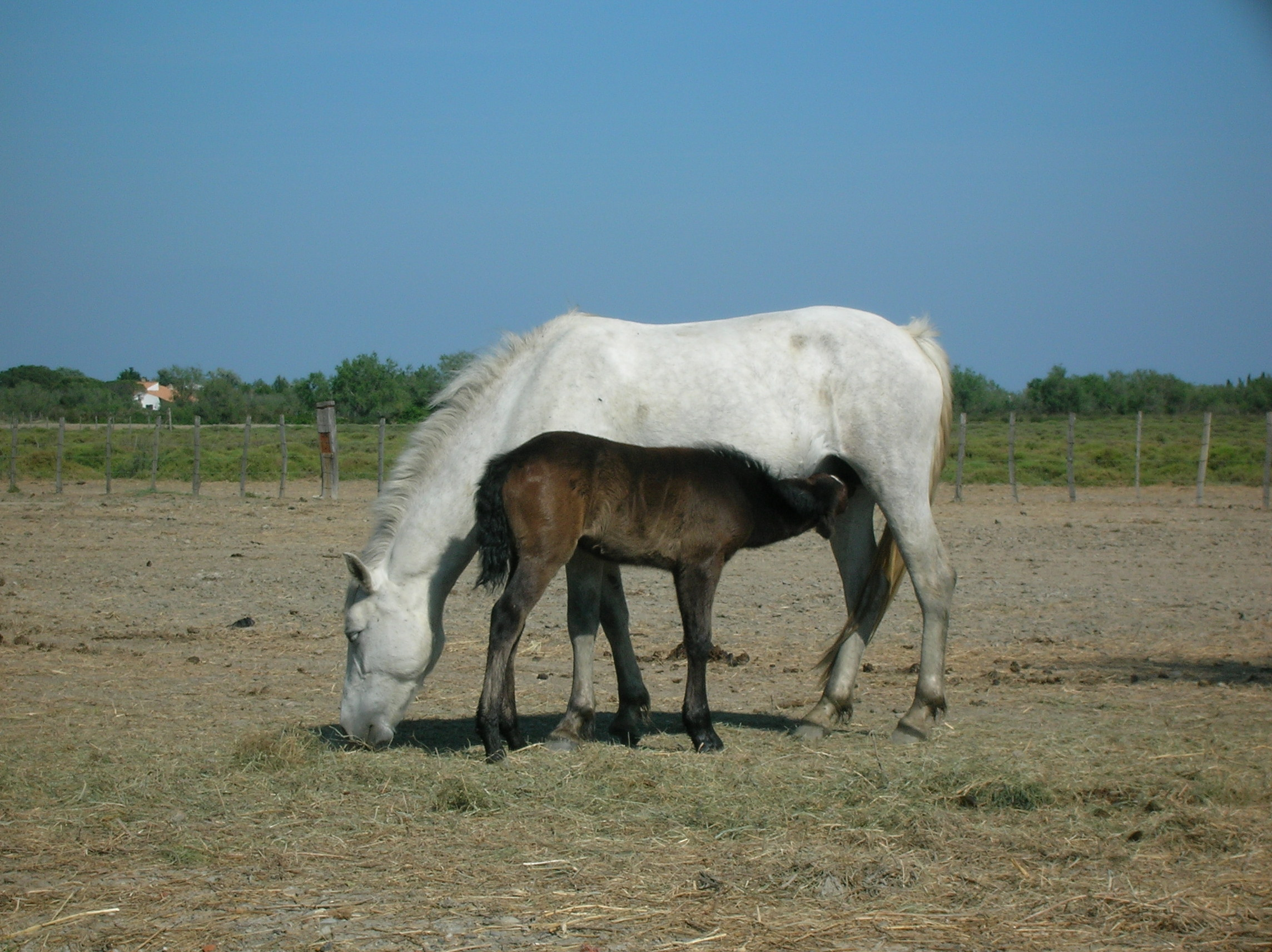
Merrie met veulen

De camargue is een oud paardenras dat voorkomt in de Camargue in Zuid-Frankrijk. Al eeuwen, mogelijk zelfs duizenden jaren, leven deze kleine paarden in halfwilde kuddes in het drasland van de Rhônedelta. Daar hebben ze het uithoudingsvermogen en de wendbaarheid ontwikkeld waar ze vandaag de dag om bekendstaan.

## Kenmerken
Camargues zijn altijd schimmels: bij hun geboorte zijn ze zwart, vos of (donker)bruin maar hun vacht wordt steeds lichter als ze ouder worden tot ze uiteindelijk lichtgrijs of wit zijn. Het zijn kleine paarden. De stokmaat ligt tussen 130 en 150 centimeter. Ondanks hun kleine formaat zijn ze sterk genoeg om een volwassen persoon te dragen. Ze hebben een korte nek, diepe borst, compact lichaam, sterke benen en volle manen. Eveneens kenmerkend zijn de kleine oren in verhouding tot het hoofd.
De camargue heeft een kalm karakter. Zijn goede wendbaarheid en uithoudingsvermogen maakt hem geschikt voor het werken met koeien, de dressuur en het rijden over lange afstanden.

## Geschiedenis
De paarden uit de camargue werden zeer gewaardeerd door de Kelten en ook door de Romeinen die achtereenvolgens het gebied veroverden. Men veronderstelt dat door de Moorse bezetting van Zuid-Frankrijk in de achtste eeuw het genetisch materiaal van berbers van invloed op het ras was. De camargue werd vermoedelijk in het verleden al vaak gekruist met andere rassen. De Spaanse Jaca Navarra was vermoedelijk een kruising tussen een camargue en een Keltische pony. Ook rassen als het Chileens paard en de criollo vertonen op sommige punten verwantschap met de camargue.

## Gebruik
Camargues worden gebruikt door de veehoeders in de Camargue, de gardians. Deze veedrijvers gebruiken een lange stok met een drietand om hun kudde (manade), bestaande uit zwarte runderen, bijeen te houden en op te drijven. De gardians gebruiken een speciaal soort zadel. Ieder jaar is er een paardenfeest in Saintes-Maries-de-la-Mer.

## Course camarguaise
In vele plaatsen, zoals Beauvoisin, Calvisson en Congénies, demonstreren de gardians hun vaardigheden met paarden en stieren (taureau) tijdens de abrivado. Voor de course camarguaise, het niet-bloedige stierenvechten van de Provence en andere gebieden in Zuid-Frankrijk, worden de stieren door de straten vanaf de weide naar de arena begeleid door een groep ruiters die in een gesloten formatie rijdend de dieren de weg wijst. Lopende jongelingen proberen de stieren tot uitbreken te bewegen en hun moed te bewijzen door de dieren aan hun staart te trekken of door er vlak achteraan te rennen. De terugtocht vanaf de arena naar de weide wordt bandido genoemd.

## Fokken
Het ras werd pas sinds 1968 erkend. In 1976 stelde de Franse overheid een aantal regels op voor het fokken van de paarden om de raszuiverheid te behouden. In 1978 werd een officieel stamboek opgericht.
In Engeland is er maar één boerderij waar met paarden van dit ras gefokt wordt. Deze boerderij is ook de thuisbasis van de 'British Camargue Horse Society', die het camargue-ras in Engeland vertegenwoordigt.

## Afbeeldingen

Abrivado
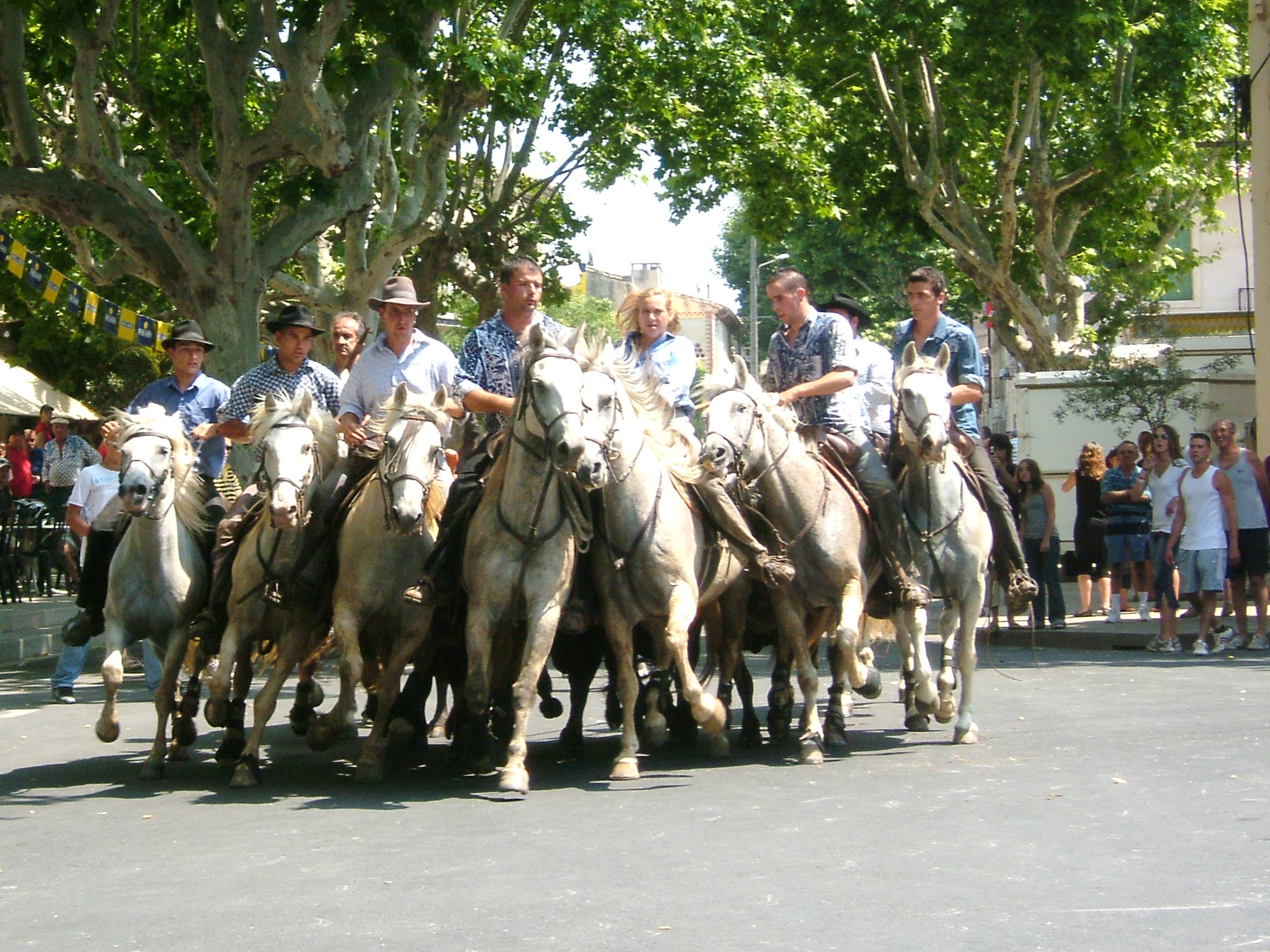
Gardians in Calvisson
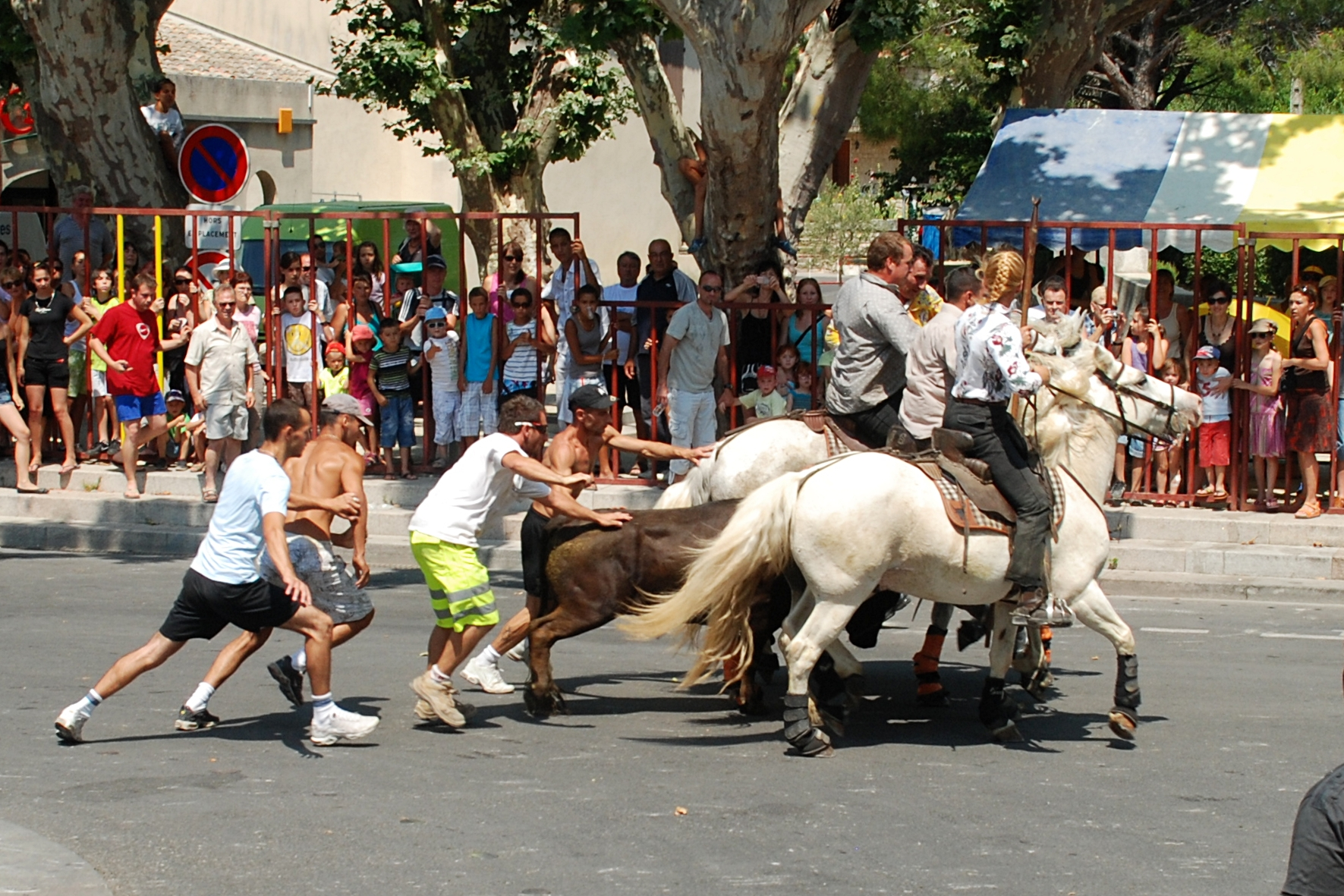
Abrivado in Calvisson
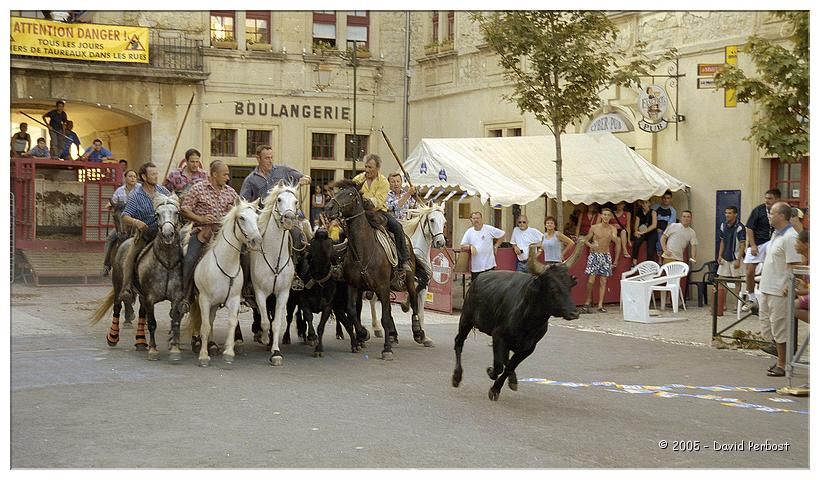
Abrivado in Calvisson
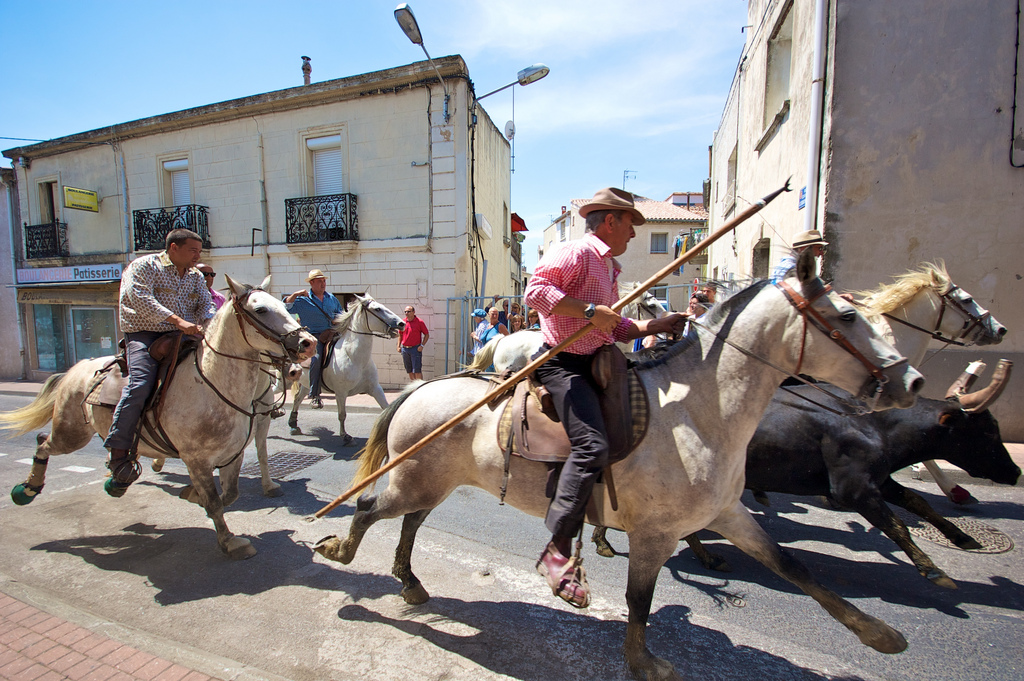
Gardians in galop

Bandido
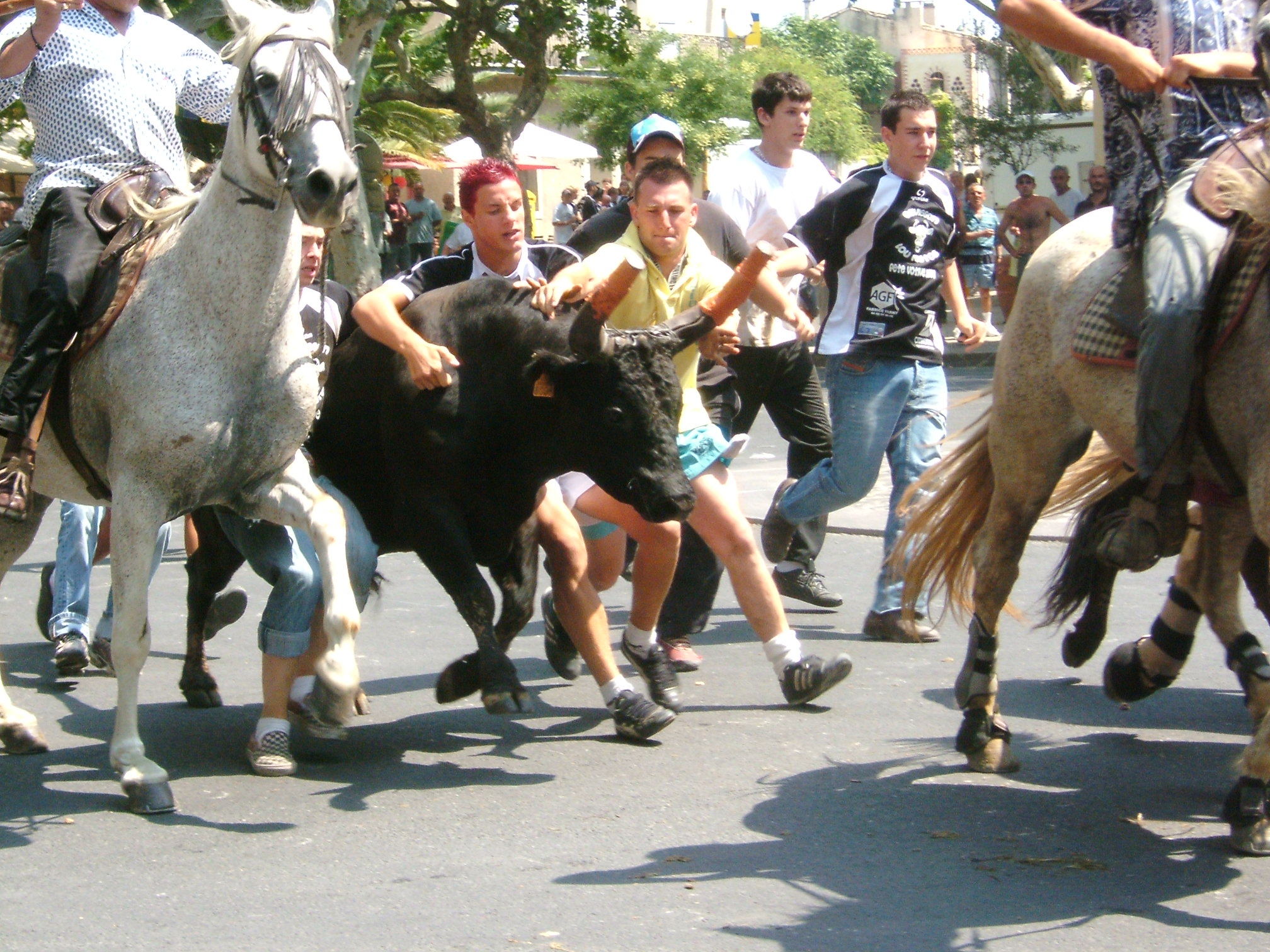
Bandido in Congénies
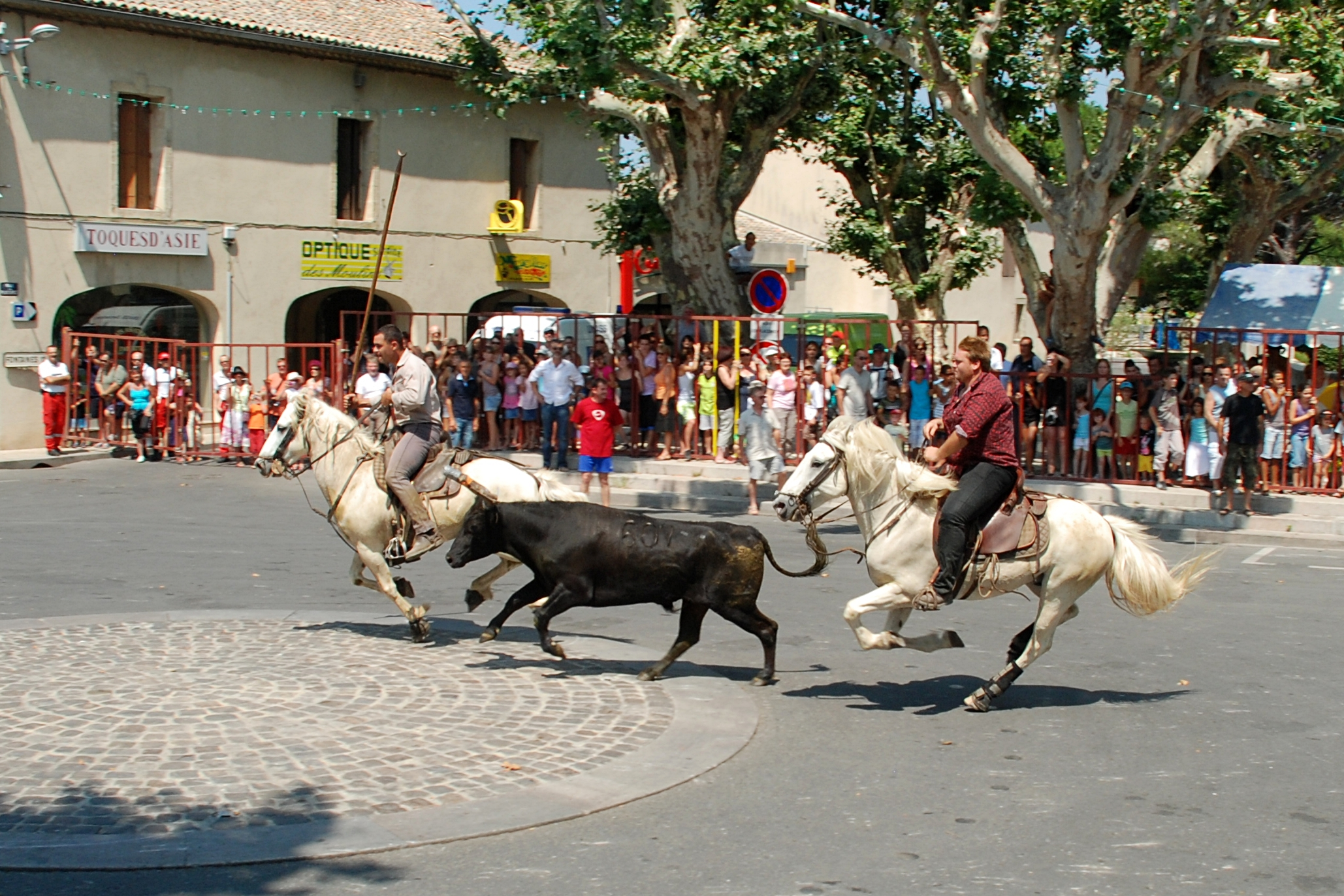
Bandido in Congénies
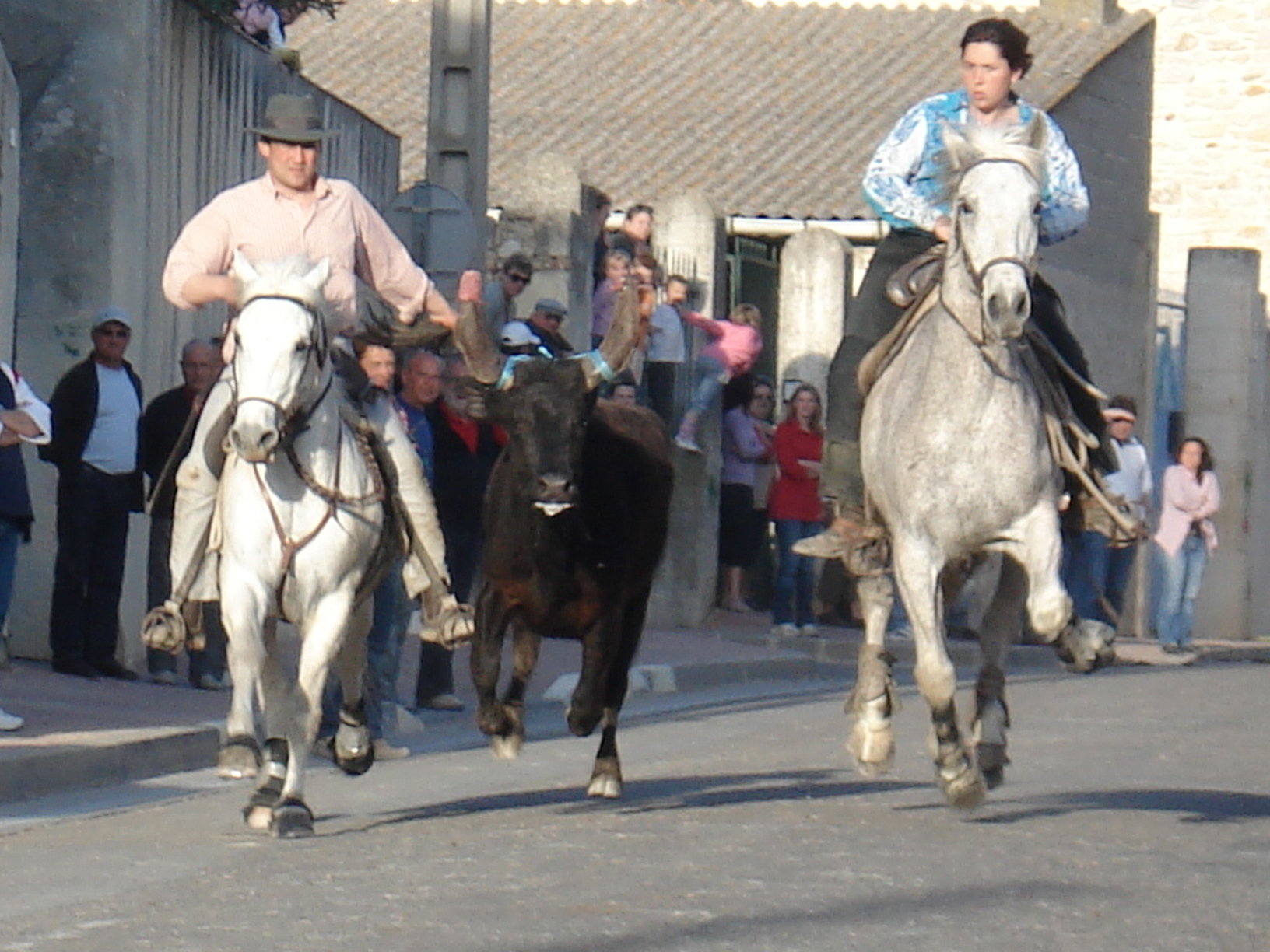
Bandido in Beauvoisin
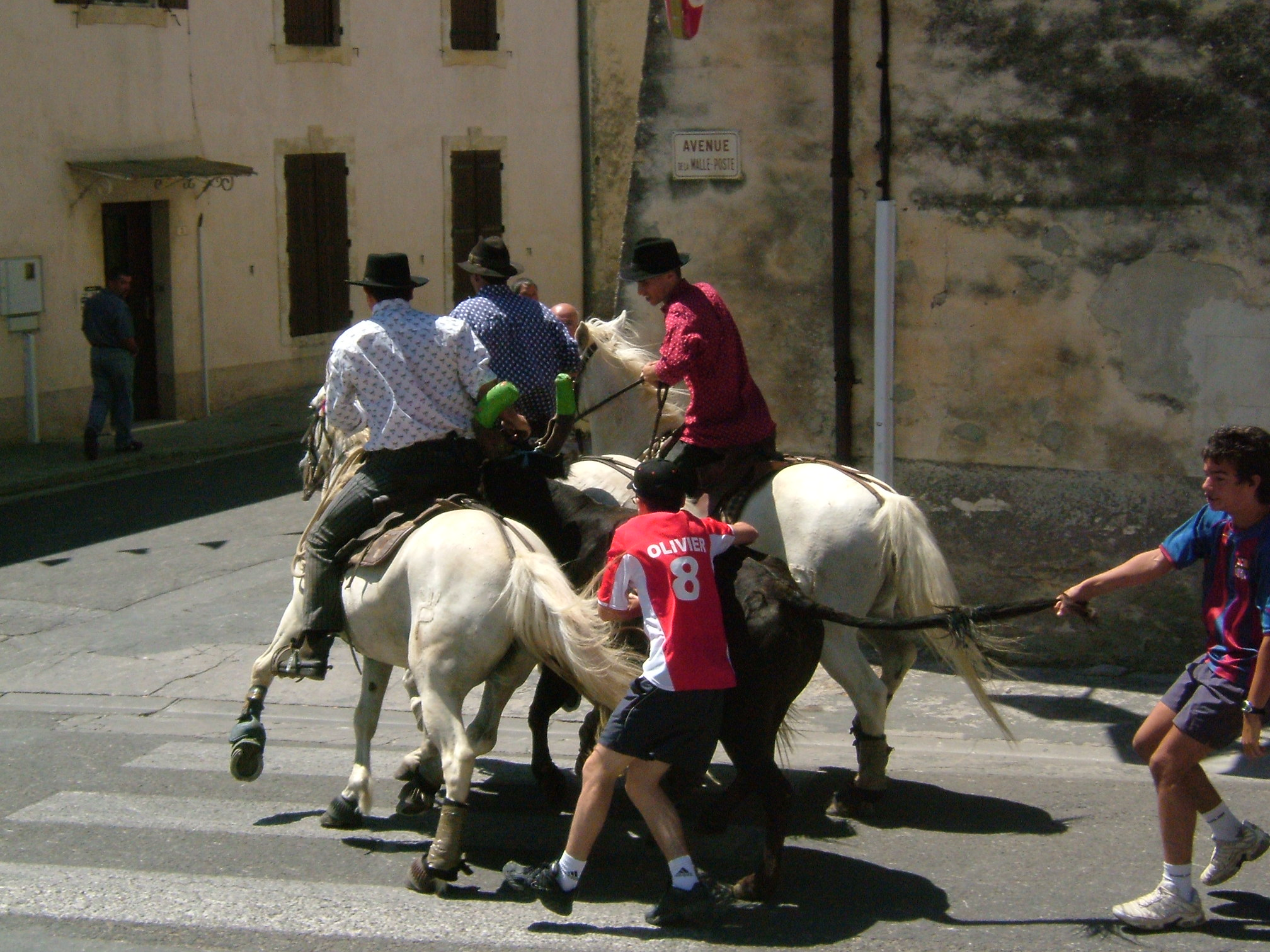
Bandido in Congénies